# Natillas
Natillas (phát âm tiếng Tây Ban Nha: [naˈtiʎas]) là một thuật ngữ trong tiếng Tây Ban Nha dùng để chỉ nhiều loại biến thể của món sữa trứng và những món ngon tương tự trong thế giới nói tiếng Tây Ban Nha. Ở Tây Ban Nha, thuật ngữ này dùng để chỉ một món sữa trứng làm từ sữa và trứng, tương tự như các loại kem ở châu Âu khác như crème anglaise. Còn ở Colombia, món ăn này không bao gồm trứng và được gọi là natilla.

## Từ nguyên
Natillas là một từ viết gọn của từ nata (tạm dịch là "kem" trong tiếng Việt), crema de leche (kem sữa) thì đề cập đến tính nhất quán của món ăn.

## Biến thể

### Tây Ban Nha
Ở Tây Ban Nha, natillas là một loại sữa trứng làm từ sữa, đường, vani, trứng, và quế. Món ăn được chế biến bằng cách đun sôi sữa nhẹ nhàng và từ từ cho trứng vào (thường chỉ là lòng đỏ) và các nguyên liệu khác để tạo thành món sữa trứng ngọt. Sự khác biệt giữa natillas, custard và crème anglaise rất mơ hồ, chủ yếu liên quan đến độ dày của chúng.
Loại custard này là một loại kem rót mỏng chứ không phải sữa trứng đông đặc, tương tự như flan nhưng thường đậm đà hơn, bao gồm quế và không bao gồm caramel.

### New Mexico
Natillas phiên bản New Mexico có nguồn gốc trực tiếp từ công thức nấu ăn của Tây Ban Nha do cuộc chinh phục của Tây Ban Nha và hậu duệ Tây Ban Nha hiện có. Những loại bánh natillas này có độ đặc giống như sữa trứng và trong một số công thức nấu ăn, có thể có bột mì ngoài lòng trắng trứng, vì vậy đừng nhầm lẫn chúng với natillas của México.

### Colombia

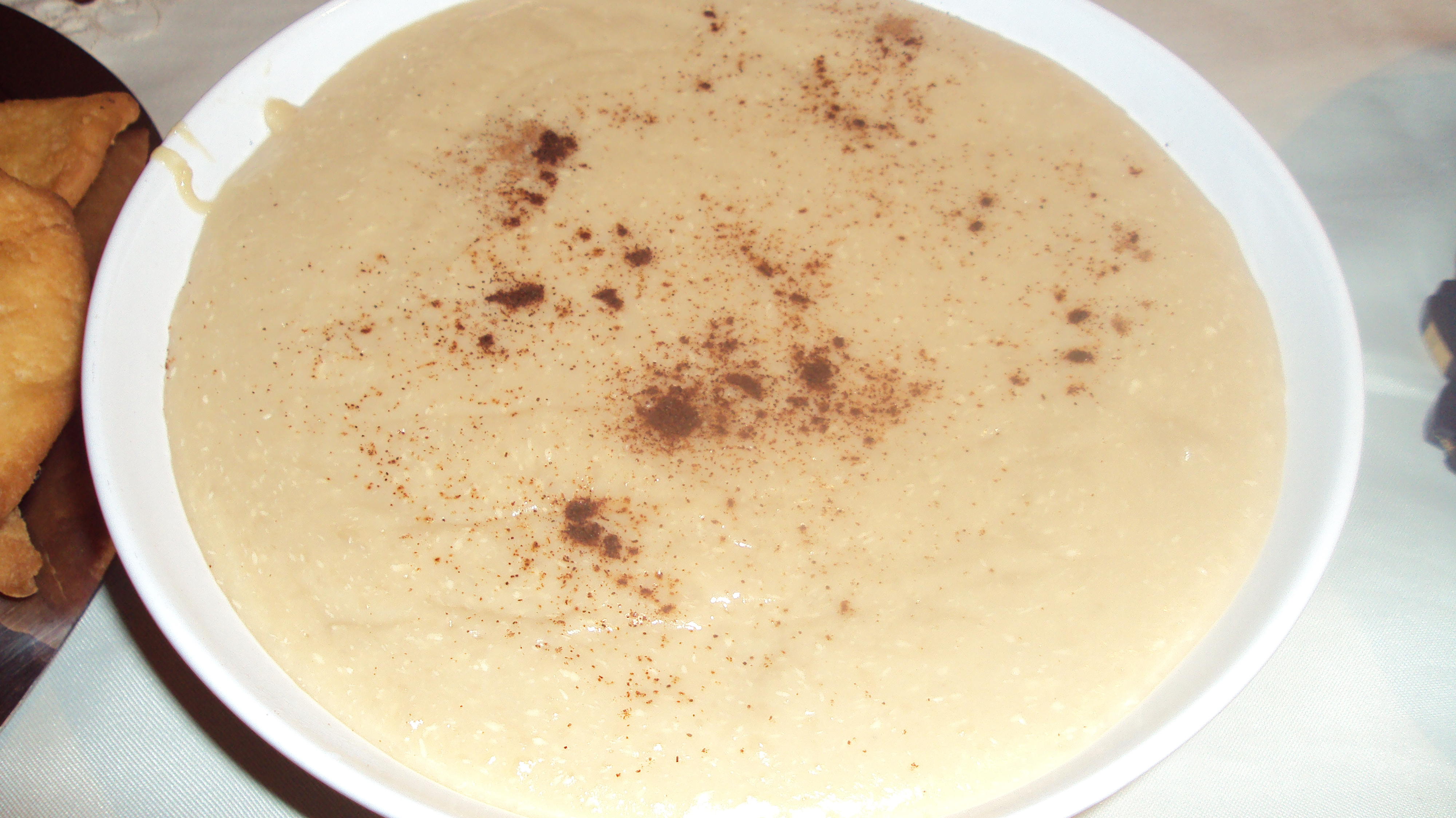
Một đĩa natilla của Colombia

Ở Colombia, natilla là một món ăn phổ biến trong dịp lễ Giáng sinh và được ăn cùng với buñuelos và manjar blanco, và nó giống như một chiếc bánh flan hoặc bánh pudding. Một số thành phần bao gồm sữa, panela (khối đường nâu), thanh quế và bột mì hoặc bột ngô. Thỉnh thoảng người ta thích thêm dừa nạo hoặc nho khô nhưng đây là những nguyên liệu tùy chọn. Để trang trí, bột quế được phết lên trên món Natilla đã hoàn thành. Natilla được tìm thấy trong suốt mùa Giáng sinh và thường các cửa hàng bán Natilla làm sẵn; nhưng một trong những truyền thống Giáng sinh nổi tiếng nhất ở Colombia là làm món natilla trong lửa trại ngẫu hứng trên đường phố hoặc sân nhà.

### Peru
Thuật ngữ này được sử dụng ở Peru, đặc biệt là ở thành phố Piura, một món phết làm từ sữa và chancaca được đun sôi cho đến khi đặc lại và đường đã caramel thành màu nâu đậm. Bánh kẹo Peru được cho là giống bánh Natilla của Tây Ban Nha hơn ngoại trừ việc nó hơi đặc hơn và không có trứng.

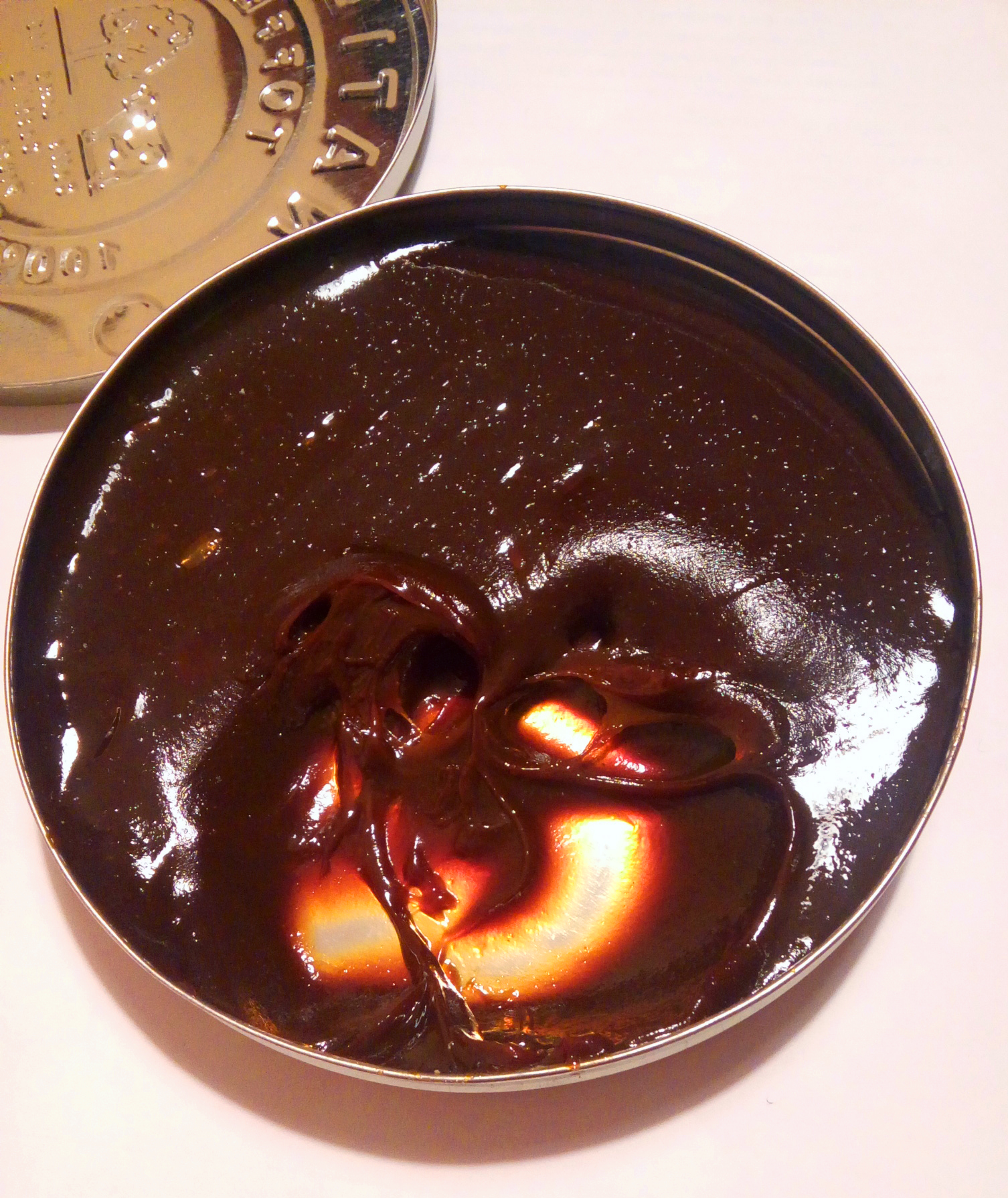
Natillas từ Peru

### México
Ở México, Natillas cũng được tìm thấy và giống phiên bản đặc hơn của đồ uống tráng miệng có tên "Atole".

### Costa Rica
Ở Costa Rica, thuật ngữ này được sử dụng cho một sản phẩm sữa giống như kem chua được dùng làm gia vị cho nhiều món ăn. Sản phẩm là sữa đồng nhất và tiệt trùng với hàm lượng chất béo thấp hơn (khoảng 12%) so với kem chua thông thường, một số nhãn hiệu còn thêm muối vào kem.

### Cuba
Natilla ở Cuba được xếp vào loại món tráng miệng sữa trứng lạnh. Natilla được làm từ bột ngô, vani, đường, trứng, vỏ chanh, quế và sữa bay hơi. Chúng thường được phục vụ vào dịp lễ Giáng sinh trong những chiếc cốc nhỏ có rắc quế lên trên.

### Puerto Rico
Có hai phiên bản của món tráng miệng này tồn tại trên các hòn đảo:
- Một phiên bản được phục vụ cho bữa sáng và nấu trên bếp trong nồi. Dùng lạnh hoặc nóng, có ít hoặc không có đường vì thường dùng kèm với mật ong, trái cây và các loại hạt.
- Một phiên bản khác sử dụng nguyên liệu tương tự được phục vụ vào dịp lễ Giáng sinh và nướng theo kiểu tương tự như crème brûlée.
Cả hai phiên bản đều bao gồm sữa, kem dừa, đường, một lượng lớn lòng đỏ trứng, bột ngô, quế, vani, vỏ và nước hương hoa cam.
Natilla phiên bản Puerto Rico có thể được mua quanh năm tại các siêu thị và cửa hàng tiện lợi dưới dạng bột đóng gói sẵn chỉ với yêu cầu đun nóng với sữa.

### Guam
Ở Guam, món ăn này thường được gọi là latiya và có thể được giới thiệu lần đầu tiên vào thế kỷ 17 đến thế kỷ 19. Nó thường được làm bằng sữa bay hơi hoặc sữa đặc đóng lon.